# Эутен, Отто
Отто Фредерик Эутен (норв. Otto Fredrik Authén; 1 ноября 1886, Кристиания — 7 июля 1971, Осло) — норвежский гимнаст, серебряный призёр летних Олимпийских игр 1908 года.
На Играх 1908 года в Лондоне Эутен участвовал только в командном первенстве, в котором его сборная заняла второе место.